# メナロ山
メナロ山 (ギリシア語: Μαίναλο, 古代ギリシア語: Μαίναλος or Μαίναλον; ラテン語: Maenalus) は、ギリシャのアルカディア県にある山で、ペロポネソス半島のメナロン高地の最高峰。
トリポリ南西部からヴィティナ北東部までの全長15 - 20 キロメートル (km)、ジゴヴィスティからカプサスまでの全幅5 - 10 kmにまたがる山で、Profitis Iliasまたは Ostrakina と呼ばれる標高1,981 メートル (m) の最高点はアルカディア県の最高地点でもある。2011年3月に、面積226.4 平方キロメートルの領域が欧州連合の自然保護地域「ナチュラ2000」に指定された。19世紀から20世紀初頭にかけて、この山は Apano Chrepa と呼ばれていた。
メナロ山はスキーリゾート地でもあり、標高1,550 - 1,770 mに7つのスキー場と4つのリフトがある。

## 地理

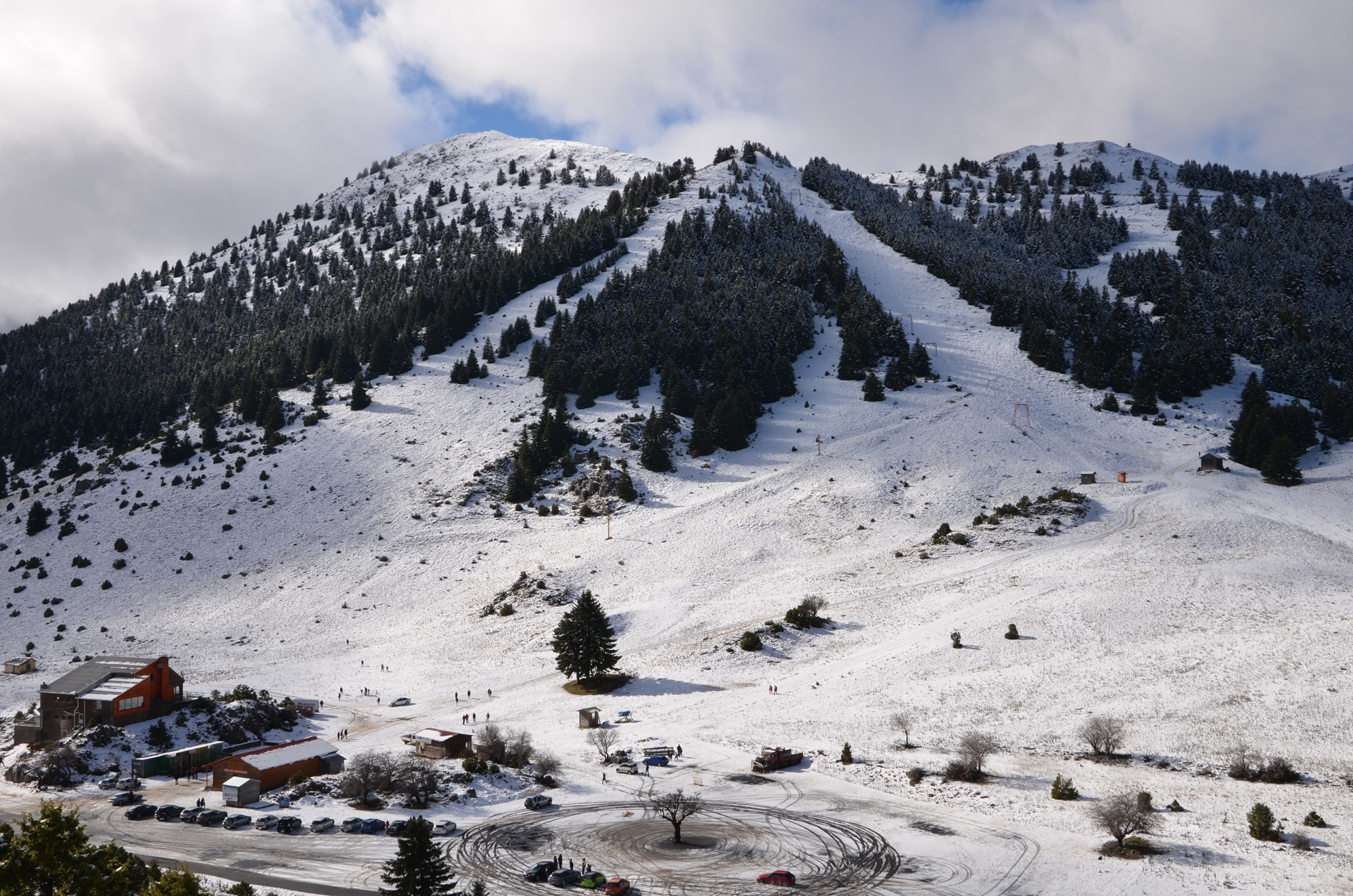
Ostrakina Ski Center

メナロ山の地質は、石灰を主とする様々な炭酸カルシウムの基質からなる。
メナロ山には名前の付けられたいくつかの頂がある。以下に標高順に並べたリストを示す。
- Ostrakina (ギリシア語: Οστρακίνα) または Profitis Ilias (ギリシア語: Προφήτης Ηλιας)：1,981 m
- Pateritsa (ギリシア語: Πατερίτσα)：1,875 m
- Aidini (ギリシア語: Αϊδίνη)：1,849 m
- Mavri Koryfi (ギリシア語: Μαύρη Κορυφή)：1,818 m
- Mourtzia (ギリシア語: Μουρτζιά)：1,794 m
- Mesovouni (ギリシア語: Μεσοβούνι)：1,730 m
- Krevatia (ギリシア語: Κρεββάτια)：1,563 m
- Epano Chrepa (ギリシア語: Επάνω χρέπα)：1,559 m
- Lioritsi (ギリシア語: Λιορίτσι)：1,155 m
- Sterna (ギリシア語: Στέρνα)：1,071 m

## 環境
メナロ山には多くのギリシアモミとヨーロッパクロマツの森があり、これらの森をナチュラ2000では「ペロポネソス半島を代表するギリシャモミとヨーロッパクロマツの単純林である」としている。

## 神話
古代ギリシアでは、牧神パーンがしばしば訪れていたとされ、パーンの聖地とされている。古代ローマの詩人オウィディウスは、メナロ山近辺は野獣の棲み家で、狩猟と月の女神ディアーナと侍女たちの狩場となっていたとしている。

## トポニム

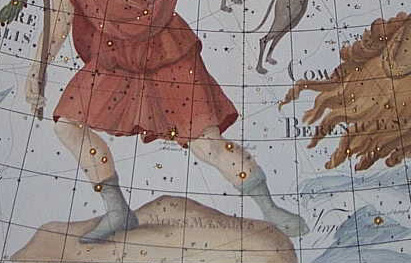
ヨハン・ボーデの星図に描かれたマエナルス山座

1687年にヨハネス・ヘヴェリウスが出版した星図『Firmamentum Sobiescianum』にメナロ山をモチーフとした星座「Mons Maenalus（マエナルス山座）」が描かれた。へヴェリウスはこの星図の中でうしかい座の足下にこの山を置き、うしかい座が山の上に立つように描いている。その後、ヨハン・ボーデの星図など数多くの星図に Mons Maenalus が描かれたが、独立した星座とは見なされず、常にうしかい座の一部として扱われていた。1922年に国際天文学連合が現在の88星座を制定した際もマエナルス山座は採用されなかった。